# 英國副首相
英國副首相（英語：Deputy Prime Minister of the United Kingdom）是英國内阁的一個非常設高級官員，设立與否是由首相根据当时政治情况决定，首相还可以让副首相兼任其他职务，比如首席大臣（或譯第一國務大臣），使之成为内阁最资深者。
与其他国家政府首脑副职不同，英国副首相在宪法中没有明文规定，虽然这个职务一直担负特殊政府责任，且通常會在首相问答环节代替首相接受质询。然而當首相不能履职（如缺席、生病或死亡等），副首相无权代理首相解散国会、任命同僚或为君主做简报，也不能自动继任首相和党领袖的位置。副首相一職本身並没有法理上的权力，通常會兼任其他内阁职位來获得事實上的权力。
在联合政府中，有可能任命小党的领袖为副首相，如2010至2015年的保守党—自民党联合政府中自民黨領袖尼克·克萊格即任副首相，使之有足够的权力执行联合协议的内容。

## 没有宪法地位
英国的不成文宪法中并未规定副首相的职务。理论上，君主拥有在首相死亡、辞职或被解雇后选择某人成立政府的不受限制的权利。由此，认为常设副首相并无存在依据的论点是，副首相会被认为是首相的假定继承人，而这侵犯了君主选择首相方面的权利。
自副首相职位创立以来，只有两位后来成为首相。1945年联合政府破裂后举行的大选中，克莱门特·艾德礼领导的工黨击败温斯顿·丘吉尔的保守党，艾德礼成为首相，但在联合政府破裂到大选的两个月间，艾德礼不是政府成员。1955年安东尼·艾登继任丘吉尔为首相不是因为他是副首相，而是因为他一直被视为丘吉尔明显和自然的继承人。副首相的非经常性存在经常引起关于在若干场合该头衔是否被授权的争议。
副首相的职位在英国法律中未得到承认，因此此职位的持有人必须获得额外的头衔以便具有法律地位，并获得额外的薪水。前任副首相尼克·克莱格就兼任枢密院议长，一个除主持英国枢密院以外没有其他职责的职位。还有一些情况副首相会兼任首席大臣，例如2005年内阁改组后约翰·普雷斯科特失去了他的部门职责而获得首席大臣头衔，1995年迈克尔·赫塞尔廷任副首相时也被如此安排。

## 甄选
副首相的实际影响力和权力视担任者的状态而定，而不是任此职者天然就有影响力和权力。
工党领袖克莱门特·艾德礼在丘吉尔领导的战时内阁中对英国内政负总责，以使丘吉尔能专心于战事。拉布·巴特勒在哈罗德·麦克米伦任首相期间就已是副首相，但道格拉斯-休姆成为首相后巴特勒失去副首相头衔。
1970—1974年的爱德华·希思政府中没有副首相。但于1970—1972年任职的内政大臣雷金纳·麦德宁却在其回忆录中称自己是希思政府的副首相。公务员之首威廉·阿姆斯特朗也非正式的被称为副首相。工党副领袖兼下议院领袖爱德华·肖特在1974年—1976年间常被视为副首相，他成为纽卡斯尔泰恩市的荣誉市民时更是被公开这样称呼。
1979—1988年间威廉·怀特洛是玛格丽特·撒切尔的副首相，他在1979—1983年任内政大臣，1973—1988年任上议院领袖。1989年外交大臣賀維被任命为副首相兼下院领袖。撒切尔在其回忆录《唐宁街岁月》中称副首相是“政府这首航船的‘压舱石’”。1987年撒切尔赢得第三次大选后，行事风格越来越专断，副首相怀特洛说：“那个女人再也不会参加第四次大选了”，他不久后即退休；1990年副首相贺维与撒切尔反目并辞职直接导致撒切尔垮台。撒切尔的继任者约翰·梅杰在1995年前没有副首相，1995年他任命了迈克尔·赫塞尔廷。
1997年工党副领袖彭仕國被任命为托尼·布莱尔的副首相，还兼任環境、運輸及地區大臣，2001年这个“超级部门”被拆分，他以“副首相办公室”的名义掌管剩余的事务。2006年他不再管理这些事务，副首相办公室改组为社区和地方政府部。戈登·布朗上台后，工党副领袖哈莉特·哈曼没有成为副首相，虽然她和第一国务大臣彼得·曼德尔森被视为布朗的副手。
2010年联合政府成立，作为联盟中小党的领袖，尼克·克莱格被戴维·卡梅伦提名为副首相。2015年大选保守党得以单独执政，戴维·卡梅伦决定不再任命副首相，他時任向财政大臣乔治·奥斯本授予首席大臣的头衔，使之成为自己的实际副手。2016年特蕾莎·梅成为首相后也没有任命副首相，虽然她的竞选保守党领袖运动的竞选经理克里斯·葛瑞林一度被传言会是她的副首相。

## 办公室和居所
与副首相一样，副首相办公室也没有宪法上的地位，只有副首相被任命时，才会组建一个由其顾问和助手组成的副首相办公室。最近一个副首相紀理歷在白厅70号內閣辦公室总部有一个与唐宁街10号相连的办公室。普雷斯科特的办公室则在白厅26号。副首相办公室不是独立的，它是內閣辦公室的一部分。
由于副首相没有宪法地位，所以副首相也没有官邸。然而作为内阁大臣，副首相的担任者还是能享用钦赐房屋和乡村别墅。工作日时，尼克·克萊格住在自己位于伦敦帕特尼的私人住宅，周末则享用外交大臣的乡间别墅舍夫宁。普雷斯科特选择住在原海军部大楼，并在白金汉郡享有乡间别墅多尼伍德。

## 列表
| 姓名 | 姓名 | 肖像 | 任期           | 任期           | 政黨職務                          | 內閣兼职                                                     | 首相 | 首相                  |
| --- | --- | --- | -------------- | -------------- | --------------------------------- | ------------------------------------------------------------ | ---- | --------------------- |
| | 克莱门特·艾德礼 | | 1942年2月19日  | 1945年5月29日  | 工黨黨魁                          | 自治領事務大臣 （—1943） 樞密院議長 （1943—）                |      | 邱吉爾 (戰時聯合政府) |
| | 赫伯特·莫里森 | | 1945年7月26日  | 1951年10月26日 | 工黨副黨魁                        | 樞密院議長 （—1951） 下議院領袖 （—1951） 外交大臣 （1951—） |      | 克莱门特·艾德礼       |
| | 安东尼·艾登 | | 1951年10月26日 | 1955年4月6日   | 保守黨                            | 外交大臣                                                     |      | 温斯顿·丘吉尔         |
| 名義上職務懸空，實際上 由保守黨的拉布·巴特勒擔任 | 名義上職務懸空，實際上 由保守黨的拉布·巴特勒擔任 | 名義上職務懸空，實際上 由保守黨的拉布·巴特勒擔任 | 1955—1962      | 1955—1962      |                                   |                                                              |      | 安东尼·艾登           |
| 名義上職務懸空，實際上 由保守黨的拉布·巴特勒擔任 | 名義上職務懸空，實際上 由保守黨的拉布·巴特勒擔任 | 名義上職務懸空，實際上 由保守黨的拉布·巴特勒擔任 | 1955—1962      | 1955—1962      | 哈罗德·麦克米伦                   |                                                              |      |                       |
| | 拉布·巴特勒 | | 1962年7月13日  | 1963年10月18日 | 保守黨                            | 首席大臣                                                     |      |                       |
| 名義上職務懸空，實際上 由工黨的乔治·布朗擔任 (1964–1970)； 由保守黨的雷金納·麥德寧擔任 (1970–1972)                                                          | 名義上職務懸空，實際上 由工黨的乔治·布朗擔任 (1964–1970)； 由保守黨的雷金納·麥德寧擔任 (1970–1972)                                                          | 名義上職務懸空，實際上 由工黨的乔治·布朗擔任 (1964–1970)； 由保守黨的雷金納·麥德寧擔任 (1970–1972)                                                          | 1963—1979      | 1963—1979      |                                   |                                                              |      | 亞歷克·道格拉斯-休姆  |
| 名義上職務懸空，實際上 由工黨的乔治·布朗擔任 (1964–1970)； 由保守黨的雷金納·麥德寧擔任 (1970–1972)                                                          | 名義上職務懸空，實際上 由工黨的乔治·布朗擔任 (1964–1970)； 由保守黨的雷金納·麥德寧擔任 (1970–1972)                                                          | 名義上職務懸空，實際上 由工黨的乔治·布朗擔任 (1964–1970)； 由保守黨的雷金納·麥德寧擔任 (1970–1972)                                                          | 1963—1979      | 1963—1979      | 哈罗德·威尔逊                     |                                                              |      |                       |
| 名義上職務懸空，實際上 由工黨的乔治·布朗擔任 (1964–1970)； 由保守黨的雷金納·麥德寧擔任 (1970–1972)                                                          | 名義上職務懸空，實際上 由工黨的乔治·布朗擔任 (1964–1970)； 由保守黨的雷金納·麥德寧擔任 (1970–1972)                                                          | 名義上職務懸空，實際上 由工黨的乔治·布朗擔任 (1964–1970)； 由保守黨的雷金納·麥德寧擔任 (1970–1972)                                                          | 1963—1979      | 1963—1979      | 爱德华·希思                       |                                                              |      |                       |
| 名義上職務懸空，實際上 由工黨的乔治·布朗擔任 (1964–1970)； 由保守黨的雷金納·麥德寧擔任 (1970–1972)                                                          | 名義上職務懸空，實際上 由工黨的乔治·布朗擔任 (1964–1970)； 由保守黨的雷金納·麥德寧擔任 (1970–1972)                                                          | 名義上職務懸空，實際上 由工黨的乔治·布朗擔任 (1964–1970)； 由保守黨的雷金納·麥德寧擔任 (1970–1972)                                                          | 1963—1979      | 1963—1979      | 哈罗德·威尔逊                     |                                                              |      |                       |
| 名義上職務懸空，實際上 由工黨的乔治·布朗擔任 (1964–1970)； 由保守黨的雷金納·麥德寧擔任 (1970–1972)                                                          | 名義上職務懸空，實際上 由工黨的乔治·布朗擔任 (1964–1970)； 由保守黨的雷金納·麥德寧擔任 (1970–1972)                                                          | 名義上職務懸空，實際上 由工黨的乔治·布朗擔任 (1964–1970)； 由保守黨的雷金納·麥德寧擔任 (1970–1972)                                                          | 1963—1979      | 1963—1979      | 詹姆斯·卡拉漢                     |                                                              |      |                       |
| | 威廉·怀特洛 | | 1979年5月4日   | 1988年1月10日  | 保守黨                            | 內政大臣 （—1983） 樞密院議長 （1983—） 上議院領袖 （1983—） |      | 玛格丽特·撒切尔       |
| | 賀維 | | 1989年7月24日  | 1990年10月1日  | 保守黨                            | 樞密院議長 下議院領袖                                        |      | 玛格丽特·撒切尔       |
| 職務懸空 | 職務懸空 | 職務懸空 | 1990—1995      | 1990—1995      |                                   |                                                              |      | 约翰·梅杰             |
| | 迈克尔·赫塞尔廷 | | 1995年7月20日  | 1997年5月2日   | 保守黨                            | 首席大臣                                                     |      | 约翰·梅杰             |
| | 约翰·普雷斯科特 | | 1997年5月2日   | 2007年6月27日  | 工黨副黨魁                        | 環境運輸及區域事務大臣 （—2001） 首席大臣 （2001—）          |      | 托尼·布莱尔           |
| 職務懸空 | 職務懸空 | 職務懸空 | 2007—2010      | 2007—2010      |                                   |                                                              |      | 戈登·布朗             |
| | 尼克·克萊格 | | 2010年5月11日  | 2015年5月8日   | 自民黨黨魁 聯合政府內的少數黨領袖 | 樞密院議長 憲政改革部長                                      |      | 大衛·卡麥隆           |
| 名義上職務懸空，實際上 由保守黨的歐思邦擔任 (2015–2016)； 由保守黨的祈達文擔任 (2017)； 由保守黨的李達德擔任 (2018–2019)； 由保守黨的藍韜文擔任 (2019–2021) | 名義上職務懸空，實際上 由保守黨的歐思邦擔任 (2015–2016)； 由保守黨的祈達文擔任 (2017)； 由保守黨的李達德擔任 (2018–2019)； 由保守黨的藍韜文擔任 (2019–2021) | 名義上職務懸空，實際上 由保守黨的歐思邦擔任 (2015–2016)； 由保守黨的祈達文擔任 (2017)； 由保守黨的李達德擔任 (2018–2019)； 由保守黨的藍韜文擔任 (2019–2021) | 2015年—2021年  | 2015年—2021年  |                                   |                                                              |      | 大衛·卡麥隆           |
| 名義上職務懸空，實際上 由保守黨的歐思邦擔任 (2015–2016)； 由保守黨的祈達文擔任 (2017)； 由保守黨的李達德擔任 (2018–2019)； 由保守黨的藍韜文擔任 (2019–2021) | 名義上職務懸空，實際上 由保守黨的歐思邦擔任 (2015–2016)； 由保守黨的祈達文擔任 (2017)； 由保守黨的李達德擔任 (2018–2019)； 由保守黨的藍韜文擔任 (2019–2021) | 名義上職務懸空，實際上 由保守黨的歐思邦擔任 (2015–2016)； 由保守黨的祈達文擔任 (2017)； 由保守黨的李達德擔任 (2018–2019)； 由保守黨的藍韜文擔任 (2019–2021) | 2015年—2021年  | 2015年—2021年  | 特蕾莎·梅                         |                                                              |      |                       |
| 名義上職務懸空，實際上 由保守黨的歐思邦擔任 (2015–2016)； 由保守黨的祈達文擔任 (2017)； 由保守黨的李達德擔任 (2018–2019)； 由保守黨的藍韜文擔任 (2019–2021) | 名義上職務懸空，實際上 由保守黨的歐思邦擔任 (2015–2016)； 由保守黨的祈達文擔任 (2017)； 由保守黨的李達德擔任 (2018–2019)； 由保守黨的藍韜文擔任 (2019–2021) | 名義上職務懸空，實際上 由保守黨的歐思邦擔任 (2015–2016)； 由保守黨的祈達文擔任 (2017)； 由保守黨的李達德擔任 (2018–2019)； 由保守黨的藍韜文擔任 (2019–2021) | 2015年—2021年  | 2015年—2021年  | 鲍里斯·约翰逊                     |                                                              |      |                       |
| | 多米尼克·拉布 | | 2021年9月15日  | 2022年9月6日   | 保守黨                            | 大法官 司法大臣                                              |      |                       |
| | 高翠玲 | | 2022年9月6日   | 2022年10月25日 | 保守黨                            | 衛生大臣                                                     |      | 卓慧思                |
| | 多米尼克·拉布 | | 2022年10月25日 | 2023年4月21日  | 保守黨                            | 大法官 司法大臣                                              |      | 辛偉誠                |
| | 奧利佛·道登 | | 2023年4月21日  | 2024年7月5日   | 保守黨                            | 蘭加斯特公爵領地事務大臣                                     |      | 辛偉誠                |
| | 韋雅蘭 | | 2024年7月5日   | 現任           | 工黨副黨魁                        | 房屋、社區及地方政府大臣                                     |      | 施紀賢                |